# 良山县 (后周)
良山縣，後周設置的縣。
梁代置伏虞郡安固縣，屬巴州伏虞郡，後周改伏虞郡為蓬州，安固縣為良山縣。後復名安固縣，天寶元年更名良山縣，寶曆元年省入蓬池縣，大中中復置。宋熙寧五年，省良山縣為鎮併入伏虞縣，南渡後，建炎三年復置。元至元二十年，併入營山縣。